# うわさの翠くん!!
『うわさの翠くん!!』（うわさのみどりくん!!）は、池山田剛による日本の漫画作品。『Sho-Comi』（小学館）にて2006年17号から2008年14号まで掲載された。単行本は全10巻。
サッカーを題材とした作品。池山田の連載作品としては第4作目となる。

## ストーリー
サッカーが得意な少女・山手翠はサッカーを教えてくれた初恋の人・氷野司と数年ぶりに再会する。すっかり大人になっていた彼に惹かれた翠は、処女を捧げるものの、遊ばれていたと知る。司には一緒に島で遊んでいた頃の笑顔はどこにもなく、ただただショックを受けるばかりだった。
サッカーで司に復讐を決意した翠は、長かった黒髪もバッサリ切って金髪にし、青葉三高（男子高）に男として入学する。しかし、寮で翠の隣部屋になった新橋カズマに翠が女であることが偶然バレてしまう。

## 登場人物

### 各名称の由来
当作品の登場人物の名称は、青葉三高の登場人物では、前々回の作品『GET LOVE!!』の関連人物を除き、JR東日本山手線の駅名に由来するものがほとんどである。例として、主人公の山手翠は名字は山手線の線名、名前は山手線ラインカラー（黄緑6号）にちなんだもので、新橋カズマは新橋駅に由来する。城生高校の主な人物については、主に京浜急行電鉄の駅名に由来したものが多く存在する。

### 青葉三高
※キャストはゲーム・ドラマCD版は共通。デジタルコミックDVD版では主要キャラクター3名の声優が異なっている。
山手 翠（やまて みどり）
声：伊瀬茉莉也（ドラマCD版） / 釘宮理恵（デジコミ版）
本作の主人公。彼氏いない歴15年。趣味・特技・好きな言葉は、サッカー。
天真爛漫な少女で、自らを蹂躙した者を助けるほどの優しさを持つ。
初恋の相手で、ライバル・司を倒すために男子校（青葉三高）に入学。スルメが好きでよく食べる。またおっさんのような言動が多い。「Royal Hostess」というレストランでアルバイトしている（ただし、青葉三高はアルバイト禁止）。外見はかなりボーイッシュであるが、男装なのでバレそうになることがたびたびある。司の言葉にドキドキすることが多い。風呂上がりに裸で部屋を歩き回るなど、大ざっぱな性格は父親ゆずりらしい。バイト仲間およびサッカー部で行ったカラオケ先で偶然会った玲二によって背中に傷を負わされる。
新橋 カズマ（しんばし カズマ）
声：石田彰 / 吉野裕行（デジコミ版）
翠と同じ青葉三高の1年。入学初日に偶然、翠の正体を知ってしまい、不覚にも翠に惚れてしまう。翠と同じ喫茶店でアルバイトをしている。当初は翠にかなりクールな態度を取っていたが、司との関係を知ることで翠をかばうケースが多くなっている。翠とのことでトオルから「青春小僧」と呼ばれる。
恵比寿 仁（えびす じん）
声：朴璐美
青葉荘204号室在住。外見はかなり可愛いが、口は宜しくない。料理をしたことがあるが見栄えは今ひとつであった。みゆとの恋をしている内、トオルに「青春小僧2号」（1号はカズマ）と呼ばれるようになる。歌はあまり上手でなく（音痴で）、青葉のジャイアンといわれている。
代々木 哲（よよぎ てつ）
声：中井和哉
青葉荘203号室在住。目線が鋭く乱暴な性格で元ヤンキー。バイトの時に女装（?）した翠に惚れてしまう。軽い風邪をひいただけで「死ぬ」と言う弱気な一面も。
巣鴨 薫（すがも かおる）
声：平川大輔
青葉荘205号室在住。眼鏡を掛けている。哲とは折り合いが合わない。怖がりな所もある。
番外編では、ウエディングドレスをつけた翠（女装）に顔を紅くした。
品川 トオル（しながわ トオル）
声：関智一
サッカー部の先輩。ポジションはFW。学校の授業には出ているが、サッカー部としての活動は消極的である。大人びていて、翠が女であることに気付いている様子。
翠の正体（女の子）を、本能で当てたほどの女好き。
皮肉屋なヤツで、特にカズマをからかったりする（ただ、陰では信頼している）。
相楽 光輝（さがら こうき）
声：高木礼子
サッカー部の先輩。守里と付き合っている。前々回の作品『GET LOVE!!』に出てきた相楽ユウキと守山ミキ（今は相楽）の子供。
穂高 慧（ほだか けい）
サッカー部の先輩で光輝の友人。前々回の作品『GET LOVE!!』に出てきた穂高亮の息子。
五反田 正人（ごたんだ まさと）
声：置鮎龍太郎
サッカー部部長。比較的真面目な性格である。
池袋 龍也（いけぶくろ たつや）
声：子安武人
サッカー部の先輩。通称「ブクロ先輩」。ポジションはDF。学校の授業はさぼりがちだが部活動は積極的である。特技はパラパラ。
作者の池山田の弟がモデル。

### 城生学園
氷野 司（ひの つかさ）
声：緑川光 / 中村悠一（デジコミ版）
城生学園に通う17歳。翠の初恋の相手で、ライバル。翠とHをしてすぐに捨てた。城生学園の天才プレイヤー。いずれサッカー界の頂点に立つと発言した。プライドがかなり高く、エース殺しと呼ばれている。連載途中、「司が翠の事を好きである」という事が発覚した。そして、後に司は「もう人を傷つけるようなサッカーはしない」と翠に誓った。司は翠にあってから性格が変わり、表情が柔らかくなった。
人がよく、他人の借金の連帯保証人になってしまい自殺未遂をした父親の面倒を見てもらうことを条件に、城生学園の理事長とある契約をした。それは、「学園の広告塔になり、サッカーの試合で勝ち続けること」だった。母親は、父親が自殺（本当は未遂、父親は息をしているだけで寝たきり）したときに司を捨てたので、実質司はみなしご状態だった。そんな司の面倒も見る、という契約だったため、城生学園に引き取られた。
名字の由来は中央本線日野駅から。
川崎 明（かわさき あきら）
声：下野紘
城生学園サッカー部部員。司の側近にいることが多く、司がマスコミからの取材に応じる補佐役をしばしば行っている。性格は大人びていて、翠が女だということそして司の過去をよく知っている。
名字の由来は京浜急行電鉄京急川崎駅から。
三崎 冬吾（みさき とうご）
声:髙木俊
城生学園理事長。29歳。サッカーで好成績を維持している司に期待し、勝利し続けることを条件に大学卒業までの学費等を保証し、雑誌等の取材を勧めている。
名字の由来は京浜急行電鉄三崎口駅から。
久里浜 潤（くりはま じゅん）
城生学園高校1年。ポジションはFWである。医者の息子。気が弱く、中学時代はいつもたかられる等、いじめに遭っていた。しかし中学2年のとき司に出会い、励まされたことで、司のことを尊敬している。出会ったその後、司の姿を見るためサッカー部の練習を見ていたところを司に見つかり、慌てて帰ろうとすると、司からサッカー部へ入部を勧められ入部する。そして司を追いかけ、ついに高校1年の春、レギュラーとなる。司からは「潤」と呼び捨てで呼ばれる。
山田 五郎（やまだ ごろう）
城生学園の事務員。一度カズマが城生学園に侵入した際に、翠と勘違いされた。

### 開鳴高校
神保 玲二（じんぼ れいじ）
開鳴高校3年。同校サッカー部のエースで、司が現れる前は地区でNo.1のプレイヤーであった。司のことを激しく憎悪しており、態度も乱暴である。カラオケ先で会った翠の友達を階段から突き落とし、それをかばった翠に怪我を負わせる。

### Royal Hostess
本山 みゆ（もとやま みゆ）
翠のバイト先の仲間。恥ずかしがり屋だが大変優しい性格で、翠に手作りクッキーを作ったりした。
ユキ
翠のバイト先の仲間。ギャルのような外見であるが、しっかり者である。エロく、惚れっぽい性格。

### 桜華女子高校
加持 守里（かじ まもり）
光輝の彼女。前々回の作品『GET LOVE!!』に出てきた加持完の娘。光輝の初恋の相手で、付き合っている（お互いに初恋の相手）。
相楽 真樹（さがら まき）
光輝の妹で慧の彼女。わがままで兄を困らせることもしばしば……。
番外編やコミックスのおまけページに出てくる。2007年の『少女コミック』22号で本編初登場。

### 前作キャラクター
本田 宝（ほんだ たから）
カズマが怪我をした際の担当医として登場している（10巻42話参照）。
壱川親子（いちかわおやこ）
壱川新、壱川ひかる（旧姓：若宮）とその間の子供。「Royal Hostess」に、客人として登場している（2巻7話参照）。

### 前々作キャラクター
相楽 美樹（さがら みき）
光輝の母親。旧姓は「守山」。現在看護師である。料理が得意で光輝に弁当を作ることがしばしばある。
『GET LOVE!!』時代の詳細についてはGET LOVE!!〜フィールドの王子さま〜#登場人物を参照。
相楽 ユウキ（さがら ユウキ）
光輝の父親。40歳（設定年齢）。元・Jリーガー。年齢の割にいまだ若く見え、現役時代はカズマが憧れていた選手である。
『GET LOVE!!』時代の詳細についてはGET LOVE!!〜フィールドの王子さま〜#登場人物を参照。

### その他
山手 若葉（やまて わかば）
翠の母親。34歳。翠を女手一つで育てていく。シングルマザーである。
目黒 ユウマ（めぐろ ユウマ）
本編37話に出てくるカズマの弟。小6。諸事情で両親が離婚しており、母親に引き取られた後に母親が再婚したため、兄カズマとは苗字が異なっている。
新橋 茜（しんばし あかね）
本編最終話に出てくるカズマと翠の娘。5歳。
氷野 翔（ひの かける）
本編最終話に出てくる司の息子。
サラ
番外編「ハッピー♥ウエディング」に出てくる司の妻。色黒の明るい女性である。
白金 ミナト（しろがね ミナト）
声：福島潤
ゲーム版で登場するオリジナルキャラクター。
合宿所で翠たちと偶然出会った高校生。サッカー部に所属しているようだが、どこの学校かは不明。

## 書誌情報
池山田剛『うわさの翠くん!!』小学館（フラワーコミックス）
1. 2006年12月21日発売、ISBN 409130740X
2. 2007年3月26日発売、ISBN 9784091310057
3. 2007年5月25日発売、ISBN 9784091310453
4. 2007年8月24日発売、ISBN 9784091311375
5. 2007年10月26日発売、ISBN 9784091313492
6. 2007年12月21日発売、ISBN 9784091313645
7. 2008年3月26日発売、ISBN 9784091315564
8. 2008年5月26日発売、ISBN 9784091316004
9. 2008年8月26日発売、ISBN 9784091318459
10. 2008年10月24日発売、ISBN 9784091321084

## ゲーム

### 第1弾
うわさの翠くん!! 夏色ストライカー
ハード：ニンテンドーDS
ジャンル：恋愛アドベンチャーゲーム
発売日：2007年9月20日
アイディアファクトリーより発売

### 第2弾
うわさの翠くん!!2 ふたりの翠!?
ハード：ニンテンドーDS
ジャンル：恋愛アドベンチャーゲーム
発売日：2008年8月21日
アイディアファクトリーより発売

## ドラマCD
うわさの翠くん!! 二人の王子とハダカ姫の復讐!!
発売日：2008年3月5日
アニプレックスより発売

## デジタルコミックDVD
『Sho-Comi』2008年12〜14号連続企画応募者全員サービスとして、3作品のうちの1作品として収録（他は『今日、恋をはじめます』と『僕の初恋をキミに捧ぐ』）。

## 特記事項
- 当作品は池山田の従来作品の登場人物がスター・システムとして多く登場している。ユウキ・美樹・亮については『GET LOVE!!〜フィールドの王子さま〜』の続編的な設定が込められている。
- コミックス第5巻で発表された人気投票では、山田五郎や山田三郎、カエルなど、1コマしか出番のないキャラクターなども投票されており、読者の思考力の多様さが楽しさをより一層引き立てた。ちなみに第1位はヒロインの翠。
- かつて池山田の作品は1巻完結が1作、7巻完結が2作と8巻以上は出たことがなかった。この理由については、当時の単行本のおまけページで「これ以上長く描くのはムリ」と思ったからと言っている。しかし本作は単行本全10巻とかなり長いストーリーになっており、「全力投球」で描いたと言っている。なお、池山田はその後、『好きです鈴木くん!!』（単行本全18巻）、『小林が可愛すぎてツライっ!!』（同全15巻）と10巻超えの連載を続けてヒットさせている。